# Нова Гора (община Лития)
Вижте пояснителната страница за други значения на Нова Гора.
Нова Гора (на словенски: Nova Gora) е село в Словения, регион Средна Словения, община Лития. Според Националната статистическа служба на Република Словения през 2015 г. селото има 60 жители.